# Grammoechus triangulifer
Grammoechus triangulifer är en skalbaggsart som först beskrevs av Conrad Ritsema 1908.  Grammoechus triangulifer ingår i släktet Grammoechus och familjen långhorningar. Inga underarter finns listade i Catalogue of Life.